# Margarete Solange
Margarete Solange, escritora brasileira do Rio Grande do Norte, nascida em Natal, é autora de poesias, crônicas, contos e romances. Dona de um estilo inteligente, criativo e divertido, surpreende com seu talento para criar em verso e prosa.[carece de fontes?]

## Biografia
Na infância escrevia poesias e historinhas que mostrava a sua irmã mais nova para fazê-la rir ou chorar. Na adolescência, passou a escrever também peças teatrais, todavia, nem sempre se apresentava como autora de suas obras. Suas poesias escritas na adolescência foram publicadas no livreto Um Chão Maior (1981), patrocinado por um amigo, apreciador de seus trabalhos.[carece de fontes?]
Iniciou sua carreira como professora de Ensino Fundamental, porém, a hipertensão a fez deixar a sala de aula e, assumir a função de auxiliar de biblioteca.[carece de fontes?] Como a escola não dispunha de condições para a realização de um bom trabalho com leitura, sentiu-se profissionalmente impotente e enfrentou períodos de depressão. Dedicou-se, então, a escrever contos, poesias e romances. Formada em Letras, com especialização em Linguística Aplicada e em Ensino de Língua Inglesa, tornou-se anos mais tarde professora universitária de Inglês e Literatura.[carece de fontes?]

## Crença
Filha de pais evangélicos tornou-se, na vida adulta, membro da Igreja Evangélica Assembleia de Deus. A religiosidade se reflete em algumas obras através de menções a personagens bíblicos e outras referências de caráter cristocêntrico, especialmente nas obras Rebeca e O Crente não Escolhe é um Escolhido.

## Sobre as obras
Suas primeiras obras publicadas foram Mais belo que o Pôr-do-Sol, coletânea de contos e o romance Rebeca, história de uma mulher que na época do rei Nabucodonosor luta na guerra defendendo sua aldeia dos soldados inimigo.[carece de fontes?] Em 2001, publica uma segunda edição de seu primeiro livro de Um Chão Maior e  Fazenda Solidão, romance que conta a história de Rodrigo, jornalista que se refugia num lugar belo para escrever poesias e romances, obras que publica usando o pseudônimo de Haroldo Sabino, pois prefere o anonimato.[carece de fontes?]
O romance O Silêncio das Lembranças , publicado em 2011, surge como resultado das leituras e análises literárias trabalhadas pela autora em aulas de literatura com seus alunos. Esse romance faz referência a alguns clássicos da literatura universal, em especial, as obras O Morro dos Ventos Uivantes, A Letra Escarlate e ao conto O Gato Preto de Edgar Allan Poe. Conta a história de duas meninas apaixonadas por leitura e pelo contato com a natureza. A narradora, Marisca, atrapalhada e dotada de imaginação fértil, confunde a realidade com o mundo dos livros. Na fase adulta, torna-se jornalista e escritora; então resolve juntar tudo o que leu, viu e ouviu para escrever um romance no qual sua irmã Marina é a personagem central. Narrando sobre a irmã, revela tudo o que sabe, porém, falando de si mesma, omite detalhes importantes. Criado em 1995, essa obra, foi impressa pela autora e seu marido em 1997 com ajuda do computador. Os exemplares confeccionados eram doados ou emprestados a parentes, professores, alunos, amigos e também colocados no acervo da biblioteca na qual a autora trabalhava na época.[carece de fontes?]
Uma das vencedoras do concurso literário Escritor Norte-riograndense, projeto Rota Batida, teve sua obra Ninguém é Feliz sem Problemas e outros contos  publicada em fevereiro de 2009, pela Fundação Vingt-Un Rosado, Coleção Mossoroense. Em janeiro de 2010 publica Inventor de Poesia de Infantil: Fantoches e Poesias, obra que traz em suas páginas finais uma pesquisa na qual crianças de 10 a 12 anos, orientadas por uma professora de leitura, analisaram as poesias da autora Margarete e expressaram suas opiniões, criticas e sugestões. Em maio de 2010, publica Inventor de Poesia, reunindo as poesias do livro Um Chão Maior e outras inéditas até então. Em 2014, além de Contos Reunidos, publica os romances O Velho e a Menina e Santa Fé.[carece de fontes?]

## Publicações e premiação
Margarete Solange é autora de diversas obras publicadas, são elas: Rebeca  (2000) e Fazenda Solidão  (2001), romances; Mais Belo que o Pôr-do-sol e outros contos  (2000) e Um Chão Maior, livreto de poesia publicado em duas edições em 1981 e 2001. Premiada no concurso literário, escritor Norte-riograndense, projeto Rota Batida III , promovido pela Fundação Vingt-Un Rosado, publicou em 2009 o livro de contos, Ninguém é Feliz sem Problemas. Em 2010, publica pela Queima Bucha: Inventor de Poesia de Infantil: Fantoches e Poesias, Inventor de Poesia: Versos Líricos; em 2011, ainda pela Queima Bucha, publica o romance regionalista O Silêncio das Lembranças e, também O Crente não Escolhe, é um Escolhido, que são crônicas e poesias que se voltam para uma temática religiosa.  
Em 2014, publica os romances O Velho e a Menina e Santa Fé. O primeiro dialoga com O Velho e o Mar do escritor norte-americano Ernest Hemingway e o segundo interage com São Bernardo do brasileiro Graciliano Ramos. Em 2013, no Seminário Nacional e Internacional Mulher e Literatura, que homenageou nomes expressivos da literatura de autoria feminina da Região Nordeste, a escritora Margarete Solange figurou entre as representantes do Rio Grande do Norte.[carece de fontes?] Em 2014,  com conto “A intrusa”, a autora recebeu premiação no 2º concurso literário de contos e poesias João Batista Cascudo Rodrigues promovido pela AMOL. Entre os quatorze premiados, a escritora Margarete Solange foi a única mulher a colocar-se entre os ganhadores. Colocação que conquistou, não como uma "intrusa", mas pelo reconhecimento de seu talento e estilo admirável capaz de cativar qualquer público. Ainda em 2014, publica pela Sarau das Letras, Contos Reunidos.[carece de fontes?]

## Obras da autora
- Um Chão Maior, 1981
- Rebeca, 2000
- Mais Belo que o Pôr-do-sol e outros contos, 2001
- Fazenda Solidão, 2001
- Ninguém é Feliz sem Problemas e outros contos, 2009
- Inventor de Poesia, 2010
- Inventor de Poesia de Infantil, 2010
- O Silêncio das Lembranças, 2011
- O Crente não Escolhe, é um Escolhido, 2011
- Contos Reunidos, 2014
- O Velho e a Menina, 2014
- Santa Fé, 2014